# Сподње Јарше
Сподње Јарше (словен. Spodnje Jarše) је насељено место у општини Домжале, Средњесловенска регија, Словенија.

## Историја
До територијалне реорганизације у Словенији било је у саставу старе општине Домжале.

## Становништво
У попису становништва из 2011. године, Сподње Јарше је имало 621 становника.
| Број становника према пописима | Број становника према пописима | Број становника према пописима |
| ------------------------------ | ------------------------------ | ------------------------------ |
| 1991                           | 2002                           | 2011                           |
| 310                            | 347                            | 621                            |

Напомена: Године 2010. извршена је мања размена територије између насеља Сподње Јарше и Средње Јарше.